# Pisa Sporting Club 1935-1936
Questa pagina raccoglie i dati riguardanti il Pisa Sporting Club nelle competizioni ufficiali della stagione 1935-1936.

## Rosa
| N. |                   | Ruolo | Calciatore        |
| -- | ----------------- | ----- | ----------------- |
|    | Italia (bandiera) | C     | Vasco Artigiani   |
|    | Italia (bandiera) | P     | Bruno Ballante    |
|    | Italia (bandiera) | A     | Sergio Bertoni    |
|    | Italia (bandiera) | C     | Carlo Biagi       |
|    | Italia (bandiera) | C     | Corrado Biasotto  |
|    | Italia (bandiera) | A     | Ugo Conti         |
|    | Italia (bandiera) | D     | Gino Corsini      |
|    | Italia (bandiera) | C     | Raffaele D'Aquino |
|    | Italia (bandiera) | D     | Pietro Del Buono  |
|    | Italia (bandiera) | A     | Alessandro Duè    |

| N. |                   | Ruolo | Calciatore        |
| -- | ----------------- | ----- | ----------------- |
|    | Italia (bandiera) | C     | Ottavio Gagliardi |
|    | Italia (bandiera) | C     | Giuseppe Galluzzi |
|    | Italia (bandiera) | C     | Gino Gherarducci  |
|    | Italia (bandiera) | C     | Giuseppe Grillo   |
|    | Italia (bandiera) | A     | Flavio Lombardi   |
|    | Italia (bandiera) | D     | Angelo Pasolini   |
|    | Italia (bandiera) | A     | Angelo Pomponi    |
|    | Italia (bandiera) | C     | Lorenzo Suber     |
|    | Italia (bandiera) | C     | Mario Tonali      |
|    | Italia (bandiera) | P     | Paolo Vannucci    |

## Risultati

### Serie B

#### Girone di andata
| Arbitro: | Dattilo (Roma) |

|                   |           |               |
| Remigi Bon Frossi | Marcatori | Suber Bertoni |

| Arbitro: | Galeati (Bologna) |

|  |           |      |
|  | Marcatori | Dusi |

| Arbitro: | Mastellari (Bologna) |

|                      |           |       |
| Gerbi Gardini ?’, ?’ | Marcatori | Suber |

| Arbitro: | Sassi (Roma) |

|          |           |  |
| Franzoni | Marcatori |  |

| Arbitro: | Pirovano (Monza) |

|                     |           |         |
| Biagi Pomponi Conti | Marcatori | Begnini |

| Arbitro: | Mattea (Casale Monferrato) |

|  |           |       |
|  | Marcatori | Biagi |

| Arbitro: | Mazza (Napoli) |

|                   |           |  |
| Gagliardi Pomponi | Marcatori |  |

| Arbitro: | Piccoli (Bologna) |

|       |           |                |
| Viani | Marcatori | ?’, ?’ Bertoni |

| Arbitro: | Bertolio (Torino) |

|       |           |          |
| Conti | Marcatori | Costanzo |

| Arbitro: | Gamba (Napoli) |

|                                  |           |  |
| Comar Perrucci Colaussig Coccolo | Marcatori |  |

| Arbitro: | Soliani (Genova) |

|                 |           |           |
| Bertoni Pomponi | Marcatori | Pavanello |

| Arbitro: | Corradini (Bologna) |

|                                  |           |  |
| Duè Bertoni ?’, ?’ Pomponi Biagi | Marcatori |  |

| Arbitro: | Salvatori (Roma) |

|                   |           |         |
| Mazzoni ?’ (rig.) | Marcatori | Bertoni |

| Pisa 22 dicembre 1935 14ª giornata | Pisa              | 0 – 0 referto | Pistoiese | Campo del Littorio\| Arbitro: \| Piccoli (Bologna) \| |
| Arbitro:                           | Piccoli (Bologna) |               |           |                                                       |

| Arbitro: | Zelocchi (Modena) |

|          |           |  |
| Rizzotti | Marcatori |  |

| Arbitro: | Moretti (Genova) |

|                                               |           |  |
| Bellini ?’, ?’ (rig.) Barbieri Patuzzi ?’, ?’ | Marcatori |  |

| Arbitro: | Mazza (Napoli) |

|                            |           |               |
| Pomponi ?’, ?’, ?’ Bertoni | Marcatori | Barberis Zama |

#### Girone di ritorno
| Arbitro: | Carminati (Milano) |

|                      |           |     |
| Biagi Pomponi ?’, ?’ | Marcatori | Bon |

| Arbitro: | Dellarole (Vercelli) |

|               |           |               |
| Longhi ?’, ?’ | Marcatori | Bertoni Conti |

| Arbitro: | Biancone (Roma) |

|               |           |  |
| Bertoni Conti | Marcatori |  |

| Arbitro: | Mauri (Como) |

|                      |           |  |
| Conti Bertoni ?’, ?’ | Marcatori |  |

| Arbitro: | Cardinali (Milano) |

|                   |           |         |
| Bianchi I Procura | Marcatori | Pomponi |

| Pisa 1 marzo 1936 23ª giornata                     | Pisa      | 2 – 1 referto | Siena | Campo del Littorio |
| \| \| \| \| \| Conti Duè \| Marcatori \| Fenini \| |           |               |       |                    |
|                                                    |           |               |       |                    |
| Conti Duè                                          | Marcatori | Fenini        |       |                    |

| Arbitro: | Celano (Roma) |

|      |           |       |
| Erba | Marcatori | Conti |

| Arbitro: | Pirovano (Monza) |

|               |           |  |
| Pomponi Conti | Marcatori |  |

| Arbitro: | Turbiani (Ferrara) |

|          |           |       |
| Costanzo | Marcatori | Conti |

| Pisa 29 marzo 1936 27ª giornata                 | Pisa      | 2 – 0 referto | Taranto | Campo del Littorio |
| \| \| \| \| \| Pomponi Conti \| Marcatori \| \| |           |               |         |                    |
|                                                 |           |               |         |                    |
| Pomponi Conti                                   | Marcatori |               |         |                    |

| Arbitro: | Leoni (Milano) |

|                |           |  |
| Torti II Rossi | Marcatori |  |

| Viareggio 19 aprile 1936 29ª giornata | Viareggio        | 0 – 0 referto | Pisa | Polisportivo (Darsena Europa)\| Arbitro: \| Salvatori (Roma) \| |
| Arbitro:                              | Salvatori (Roma) |               |      |                                                                 |

| Arbitro: | Candela (Genova) |

|             |           |  |
| Bertoni Due | Marcatori |  |

| Arbitro: | Carminati (Milano) |

|                  |           |  |
| Eusebio Lombardi | Marcatori |  |

| Arbitro: | Ciamberlini (Genova) |

|                    |           |                |
| Grillo Conti Suber | Marcatori | ?’, ?’ Mornese |

| Arbitro: | Mattea (Torino) |

|                        |           |                                  |
| Biagi Conti ?’, ?’, ?’ | Marcatori | Patuzzi Varoli Bolognese Bellini |

| Vercelli 31 maggio 1936 34ª giornata        | Pro Vercelli | 1 – 0 referto | Pisa | Stadio Leonida Robbiano |
| \| \| \| \| \| Romagnolo \| Marcatori \| \| |              |               |      |                         |
|                                             |              |               |      |                         |
| Romagnolo                                   | Marcatori    |               |      |                         |

### Coppa Italia
| Arbitro: | Scotto (Savona) |

|                     |           |       |
| Lombardi Grillo Duè | Marcatori | Rossi |

| Arbitro: | Bertolio (Torino) |

|                            |           |                |
| Fillola Libonatti Scategni | Marcatori | Bertoni Tonali |